# 佐竹義休
佐竹 義休（さたけ よしやす、享保17年5月14日（1732年6月6日） - 寛政2年9月13日（1790年10月20日））は、佐竹氏一門の佐竹西家13代当主。久保田藩大館第7代所預。
父は西家佐竹義村。母は石塚義敬の娘。正室は石塚義陳の娘。子は佐竹義種。幼名は長菊、元千代。通称は右膳、丹後。諱は義和、義卓、義弦、義休。

## 経歴
享保17年（1732年）、西家当主佐竹義村の子として生まれる。大館城代として藩主佐竹義敦、佐竹義和に仕えた。天明8年（1788年）藩主義和が将軍徳川家斉に御目見することとなり、それに同席する一門・家老の席順を大館義良と争い、同席を許されなかった。寛政元年（1789年）、隠居して家督を嫡男義種に譲る。寛政2年（1790年）死去。享年58。